# Kroger St. Jude International and the Cellular South Cup 2004 - Qualificazioni singolare maschile
Le qualificazioni del singolare maschile del Kroger St. Jude International and the Cellular South Cup 2004 sono state un torneo di tennis preliminare per accedere alla fase finale della manifestazione. I vincitori dell'ultimo turno sono entrati di diritto nel tabellone principale. In caso di ritiro di uno o più giocatori aventi diritto a questi sono subentrati i lucky loser, ossia i giocatori che hanno perso nell'ultimo turno ma che avevano una classifica più alta rispetto agli altri partecipanti che avevano comunque perso nel turno finale.
Le qualificazioni del torneo Kroger St. Jude International and the Cellular South Cup 2004 prevedevano 16 partecipanti di cui 4 sono entrati nel tabellone principale.

## Teste di serie
1. Kenneth Carlsen (ultimo turno)
2. Alex Bogomolov Jr. (primo turno)
3. Jeff Salzenstein (ultimo turno)
4. Eric Taino (Qualificato)

1. Kristof Vliegen (ultimo turno)
2. Sébastien de Chaunac (Qualificato)
3. Alex Kim (ultimo turno)
4. Frédéric Niemeyer (Qualificato)

## Qualificati
1. Sébastien de Chaunac
2. Amer Delić

1. Frédéric Niemeyer
2. Eric Taino

## Tabellone

### Legenda
| - Q = Qualificato - WC = Wild card - LL = Lucky loser | - ALT = Alternate - SE = Special Exempt - PR = Protected Ranking | - w/o = Walkover - r = Ritirato - d = Squalificato |

### Sezione 1
|  | Primo turno | Primo turno          | Primo turno          | Primo turno | Primo turno |  |  | Ultimo turno | Ultimo turno         | Ultimo turno         | Ultimo turno | Ultimo turno |  |
|  |             |                      |                      |             |             |  |  |              |                      |                      |              |              |  |
|  | 1           | Kenneth Carlsen      | Kenneth Carlsen      | 6           | 6           |  |  |              |                      |                      |              |              |  |
|  |             | Francisco Costa      | Francisco Costa      | 2           | 2           |  |  | 1            | Kenneth Carlsen      | Kenneth Carlsen      | 4            | 6            |  |
|  | 6           | Sébastien de Chaunac | Sébastien de Chaunac | 6           | 6           |  |  | 6            | Sébastien de Chaunac | Sébastien de Chaunac | 6            | 7            |  |
|  |             | Brendan Evans        | Brendan Evans        | 3           | 2           |  |  |              |                      |                      |              |              |  |

### Sezione 2
|  | Primo turno | Primo turno        | Primo turno        | Primo turno | Primo turno |  |  | Ultimo turno | Ultimo turno | Ultimo turno | Ultimo turno | Ultimo turno |  |
|  |             |                    |                    |             |             |  |  |              |              |              |              |              |  |
|  |             | Amer Delić         | Amer Delić         | 6           | 7           |  |  |              |              |              |              |              |  |
|  | 2           | Alex Bogomolov Jr. | Alex Bogomolov Jr. | 4           | 64          |  |  |              | Amer Delić   | 4            | 6            | 6            |  |
|  | 7           | Alex Kim           | Alex Kim           | 7           | 6           |  |  | 7            | Alex Kim     | 6            | 1            | 3            |  |
|  |             | Zach Dailey        | Zach Dailey        | 5           | 1           |  |  |              |              |              |              |              |  |

### Sezione 3
|  | Primo turno | Primo turno       | Primo turno       | Primo turno | Primo turno |  |  | Ultimo turno | Ultimo turno      | Ultimo turno      | Ultimo turno | Ultimo turno |  |
|  |             |                   |                   |             |             |  |  |              |                   |                   |              |              |  |
|  | 3           | Jeff Salzenstein  | Jeff Salzenstein  | 6           | 6           |  |  |              |                   |                   |              |              |  |
|  |             | Kevin Kim         | Kevin Kim         | 3           | 4           |  |  | 3            | Jeff Salzenstein  | Jeff Salzenstein  | 4            | 4            |  |
|  | 8           | Frédéric Niemeyer | Frédéric Niemeyer | 7           | 7           |  |  | 8            | Frédéric Niemeyer | Frédéric Niemeyer | 6            | 6            |  |
|  |             | Cecil Mamiit      | Cecil Mamiit      | 64          | 5           |  |  |              |                   |                   |              |              |  |

### Sezione 4
|  | Primo turno | Primo turno     | Primo turno     | Primo turno | Primo turno |  |  | Ultimo turno | Ultimo turno    | Ultimo turno | Ultimo turno | Ultimo turno |  |
|  |             |                 |                 |             |             |  |  |              |                 |              |              |              |  |
|  | 4           | Eric Taino      | Eric Taino      | 6           | 6           |  |  |              |                 |              |              |              |  |
|  |             | Peter Luczak    | Peter Luczak    | 4           | 2           |  |  | 4            | Eric Taino      | 6            | 3            | 6            |  |
|  | 5           | Kristof Vliegen | Kristof Vliegen | 7           | 6           |  |  | 5            | Kristof Vliegen | 1            | 6            | 4            |  |
|  |             | Noam Okun       | Noam Okun       | 63          | 3           |  |  |              |                 |              |              |              |  |